# Історія буддизму
Історія буддизму описує найважливіші події та основні етапи появи, розвитку однієї із релігійних течій на планеті Земля — Буддизму.

## Передумови виникненнябуддизму
Буддизм зародився в північно-східній частині Індії, де знаходились стародавні держави Маґадга, Кошала та республіка ліччхавів, у середині I-го тисячоліття до н. е. Обмеженість наукових даних про тогочасне індійське суспільство не дозволяє дати ясні відповіді на багато питань, однак можна припустити достатньо очевидні причини виникнення та зміцнення буддизму в давньоіндійському суспільстві:
1. Середина I-го тисячоліття до н. е. була в Індії часом найгострішої кризи давньої ведичної релігії, що викликала появу нових неортодоксальних альтернативних вчень. Створювали їх мандрівні філософи, аскети, шрамани. Одним із них і був Сіддхартха Гаутама, історичний засновник буддизму.
2. Тоді ж відбувалися інтенсивні процеси зміцнення державної влади, які вимагали підвищення авторитету царів та воїнів (варни кшатріїв) на противагу брагманам (на наявність такого конфлікту між світською владою та жрецтвом побічно вказують твори пізньоведичної та пуранічної літератур). Оскільки буддизм був опозиційним до брахманізму вченням, він і був обраний для зміцнення влади кшатріїв. Про те, що буддизм в Індії був «царською релігією», свідчить такий приклад. У VII–XIII ст. царі деяких індійських держав припинили підтримувати буддизм і він став там зникати. Але в країнах, управителі яких продовжували протегувати буддизм (династія Пала), його розквіт продовжувався.

## Життя Будди
Згідно з традиційним переказом історичний Сіддгартха Ґаутама народився в роді Шак'я касти кшатріїв в країні Маґадга (546 — 324 до н. е.), в районі Лумбіні на півдні сучасного Непалу. Його також називали Шак'ямуні — мудрець, що належить до клану Шак'я.
Після життя в розкоші в палаці свого батька, короля Капілавасту (царство якого потім увійшло до складу держави Маґадга), Сіддхарта випадково зіткнувся з жорстокою реальністю та зробив висновок, що реальне життя пов'язане зі стражданнями та горем. Він відмовився від життя в палаці і став вести аскетичне життя разом з лісовими відлюдниками. Пізніше він прийшов до висновку, що аскетизм неправильний і слід знаходити проміжний шлях між самопотуранням і самообмеженням.
Під час медитації під деревом Бодгі він вирішив за всяку ціну знайти Істину, і у віці 35 років досяг Просвітлення. Після цього він став називатися Сіддгартха Ґаутама, або просто Будда, що означає «пробуджений».
Інші 45 років життя він подорожував по Центральній Індії в долині Гангу, навчаючи своїх знаменитих послідовників та учнів: архатів Маудгальяяна та Шаріпутра та бхікшуні Уппалаванна та Кхема, мирян Вісакха та Анатхапіндіка.
Надалі послідовники Будди протягом наступних 400 років сформували багато різних вчень — школи раннього буддизму (Нікая), з яких збереглося вчення Тхеравада та численні гілки Махаяни.

## Ранній буддизм
Учні Будди відповідно до звичаю кремували тіло Учителя. Правителі сусідніх держав прислали гінців з проханням дати їм частки останків Будди. Як описується в Махапарініббана сутте [Архівовано 21 лютого 2009 у Wayback Machine.], останки були розділені на вісім рівних частин. Ці частини останків були поміщені в особливі релікварії — ступи, культові будови конусоподібної форми, у столицях держав. Одну з частин, у ступі стародавнього міста Капілаваттху, виявили 1898 року поблизу села Піпрахва. Тепер ця частина останків розташована в Індійському Національному музеї в Нью-Делі.
Ці ступи стали ніби попередниками китайських пагод та тибетських чортенів (монгольських субурганів).
Пізніше в ступи стали класти тексти сутр, що шанувалися як записи справжніх слів Будди. Оскільки суть Будди є Дгарма, його Вчення, то сутри немовби являли собою Дхарму як духовне тіло Будди. Ця заміна (фізичне тіло — духовне тіло; «Мощі» — тексти; Будда — Дхарма) виявилася дуже важливою для подальшої історії буддизму, оскільки тут, мабуть, знаходяться джерела надзвичайно важливого вчення махаянського буддизму про Дхармове Тіло Будди (дгармакая).

### Перший буддійський собор,V століття до н. е.
Переказ стверджує, що незабаром після нірвани Будди відбувся перший буддійський «собор», коли зібралися всі учні Будди і троє з них — Ананда, Упалі та Маудгальяяна напам'ять відтворили все, чого навчав Будда — норми та правила чернечого співжиття, «дисциплінарний статут» сангхі (Віная), проповіді та повчання Будди (Сутри) і його філософське вчення, «над-Дгарму» (Абгідгарма). Так виник буддійський Канон — Трипітака (на палі — Тіпітака), тобто «Три Кошики» Вчення (у Стародавній Індії писали на пальмових листках, які носили в кошиках). Перший з відомих нам варіантів Канону — Палійська Тіпітака — довгий час, відповідно до традиції, передавався усно, і був уперше записаний на Ланці близько 80 до н. е. у зв'язку із загрозою втрати Вчення. І в наші дні деякі ченці, яких називають «держателями Тіпітакі» («тіпітакадгара»), традиційно заучують напам'ять окремі частини Тіпітакі або всю її повністю. 

В Синьому Літописі зазначено, що склалася ієрархія вчення (у сенсі передавання Вінаї): від Шак'ямуні до Махакаш'япи, від нього до Ананди, від нього до Шанавасіки, від нього до Упагупти, від нього до Дгітіки, від нього до Кришни, від нього до Сударшани

### Другий буддійський собор383 до н. е.
Другий буддійський собор провів цар Каласока у Вайшалі. Він був пов'язаний з конфліктом між традиційними школами буддизму та більш ліберальними інтерпретаціями, відомими як махасангхіка.
Згідно з традиційними школами, Будда був лише звичайною людиною, що досягла просвітлення, і цей досвід могли повторити монахи, дотримуючись чернечих правил. Долаючи страждання, монахи могли стати аргатами. Прихильники махасангхіки вважали такий погляд егоїстичним. Вони вважали, що мета досягнення аргатства несуттєва, а справжня мета — досягнення повного стану Будди. Подібний погляд надалі переріс у Махаяну. Вони були прихильниками полегшеного чернечого статуту. Через це їх підтримувала більшість ченців та прихильників буддизму.
Собор закінчився засудженням махасангхіків, які залишили збори. Надалі прихильники махасангхіків мешкали в північно-західній Індії та Середній Азії.

### Поділ на школи
Існує дві класифікації 18 шкіл.
 Перша:
- Тхеравада
  - Власне Тхеравада — хаймавата
  - Вібгаджьявада
  - Ватсіпутрія
  - Дгармоттарія
  - Бгадраянія
  - саміту
  - Курукуллака
  - Махішасака
  - дгармагуптака
  - Суваршакія
  - Каш'япія
- махасангхіка (прото-махаяна)
  - Власне махасангхіка
  - Екав'яхаріка
  - Локоттаравада
  - Бахушрутія
  - Праджняптівада
  - Чайтіка
  - Уттара Шайла
  - Апара Шайла

Друга:
```
 
Стхавіравада
 ----------------------------
Махасангхіка
------------------
Вібхаджьявада

 |                                             | |||||||                         ||||
 |                                  Махасангхіка |||||||               Махішасакія|||
 |----------------|                    Пуравашайла||||||                   
Каш'япія
|| 
Сарвастівада      |                      Апарашайла|||||               Дгармагуптіка|
                  |                      Раджагіріка||||                  Тамрашітрія
             Ватсіпутрія                    Хаймавата|||
             |------------|                   Чайтьяка||
             |----------| |                Сіддгартгака|
             |-------|  | |                     Гокуліка
      Саммітья       |  | |
                     |  | |
          Дгармоттарія  | |
                        | |
               Бгадраянія |
                          |
                Шаннагаріка
```

## За країнами та регіонами

### Індія
Див. також Буддизм в Індії.

### Правління царяАшоки(близько260 до н. е.)

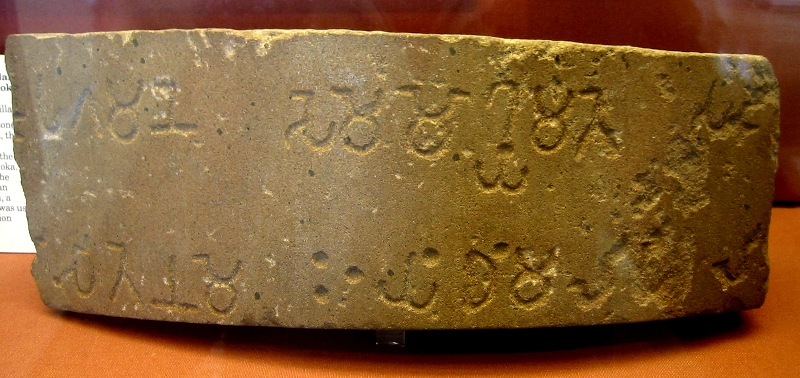
Фрагмент стели з едиктами Ашоки (238 до н. е.)

Цар імперії Маур'їв Ашока (273 — 232 до н. е.) прийняв буддизм після того, як він вчинив криваву розправу над територією Калінга (штат Орісса) на сході Індії. Каючись у скоєному, цар прийняв віру і побудував численні ступи та колони із відповідними написами в знак поваги до всіх живих істот, і щоб спонукати населення додержуватись Дгарми. По всій країні він побудував дороги та лікарні.
У той час буддизм почав поширюватися за межі Індії. Згідно з колонами та ступами з написами короля Ашоки, емісари були відправлені в усі країни задля проповіді буддизму, а також у грецьке царство на заході (в сусідню грецьку Бактрію, але, можливо, і далі до Середземномор'я).

### Третій буддійський собор250 до н. е.
Цар Ашока провів собор близько 250 до н. е. в Паталіпутра (сучасна Патна). Збори проводив чернець Тісса Моггаліпутта. Йшлося про примирення різних буддійських шкіл, очищення буддійського руху від оппортуністських фракцій, які виросли під царською опікою, та поширення місіонерської діяльності на весь відомий на той час світ.
У той час чіткіше встановився склад канону Трипітаки, що містить слова, передані безпосередньо від Будди.
Третій собор засудив школи сарвастівади та дгармагуптаки, які потім були впливовими в північно-західній Індії та Середній Азії за часів Кушанської імперії на початку нашої ери. Дгармагуптаки вважали, що Будда відділений від громади та знаходиться над нею. Сарвастівади висували тезу про однорідність часу — теперішнього, минулого та майбутнього.

### Переслідування буддизму в державіШунга(II—I століття до н. е.)
Династія Шунга (185 — 73 до н. е.) була заснована через 50 років після смерті Ашоки.
Після вбивства останнього царя Маур'їв Бріхадрати трон зайняв воєначальник Пусьямітра Шунга, ортодоксальний брагман. Він відомий своєю жорстокістю в переслідуванні буддизму, згідно з літописами, він руйнував монастирі та вбивав ченців, і зніс близько 84 тисяч ступ (Divyavadana, pp. 429–434), пропонуючи по сто золотих монет за голову кожного буддійського ченця. Багато буддійських монастирів були перетворені на індуїстські храми, зокрема Наланда, Бодх-Гая, Сарнатх та Матхура.

### ПідйомМахаяниI століття до н. е.—I століття

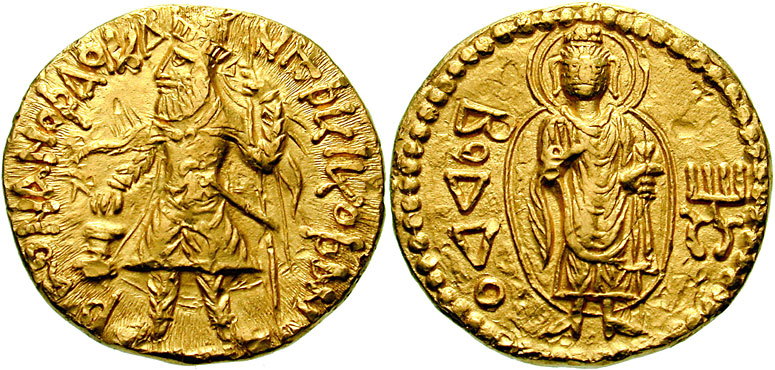
Золота монета царя Канішки I, що правив 126 року в Кушанському царстві, з елліністичним зображенням Будди та словом «Boddo» грецьким шрифтом.

Підйом буддизму Махаяни в I століття до н. е. супроводжувався серією політичних змін в північно-західній Індії. Індо-грецьке царство відійшло в минуле, а його культура була перейнята індоєвропейськими кочівниками з Середньої Азії, індо-скіфами і потім Юечжі, які заснували Кушанське царство близько 12 до н. е.
Кушани підтримували буддизм, і скликали Четвертий буддійський собор під час правління царя Канішки близько 100 н. е. у Джаландарі або в Кашмірі, саме цей собор зазвичай асоціюється з датою підйому буддизму Махаяни і його відділення від буддизму Тхеравади. Представники традиції Тхеравади не визнають цього собору, і іноді називають його «собором єретичних ченців».
Цар Канішка зібрав у Кашмірі 500 бгікшу на чолі з Васумітрою для редагування Трипітаки. Протягом собору було зібрано триста тисяч віршів та більш ніж дев'ять мільйонів положень, які приводили до ладу близько дванадцяти років. Новий канон не спирався більш на палійську Тіпітаку, а був переписаний на класичний Санскрит разом з основними положеннями Махаяни.
Нова форма буддизму спиралася на уявлення про подібність Будди до божества, і про те, що всі істоти володіють природою Будди, а також включала ряд культурних віянь з північно-західної Індії та Кушанського Царства.
Після розпаду Кушанського царства буддизм розквітнув в Індії при династії Гупта (IV — VI століття). Були створені численні центри з вивчення Махаяни, в першу чергу — університет Наланда в північно-східній Індії, який багато сотень років був найбільш впливовим з буддійських університетів, де викладав зокрема Нагарджуна.
Буддійське мистецтво стилів династії Гупта поширилося по південно-східній Азії і потрапило в Китай.
Індійський буддизм ослаб у VII столітті з причини вторгнення білих гунів та навали ісламу.
Однак у буддизму був ще один період підйому в імперії Пала, в якій буддизм Махаяни процвітав з VIII по XII століття, вони будували чимало храмів в різних стилях буддійського мистецтва.
Великий удар по буддизму було завдано 1193 року, коли тюрки на чолі з мусульманським фанатиком Мухаммадом Кхілджі зруйнували Наланду.
Наприкінці XII століття, коли мусульмани зайняли ключові буддійські місця в Біхарі, значення буддистів в Індії стало несуттєвим.
В той самий час набрали силу індуїстські рухи, в першу чергу адвайта та бгакті.
Хоча буддизм зародився в Індії, до XX століття тут залишилися лише невеликі острівці буддизму на околицях.

### Поширення МахаяниI—X століття

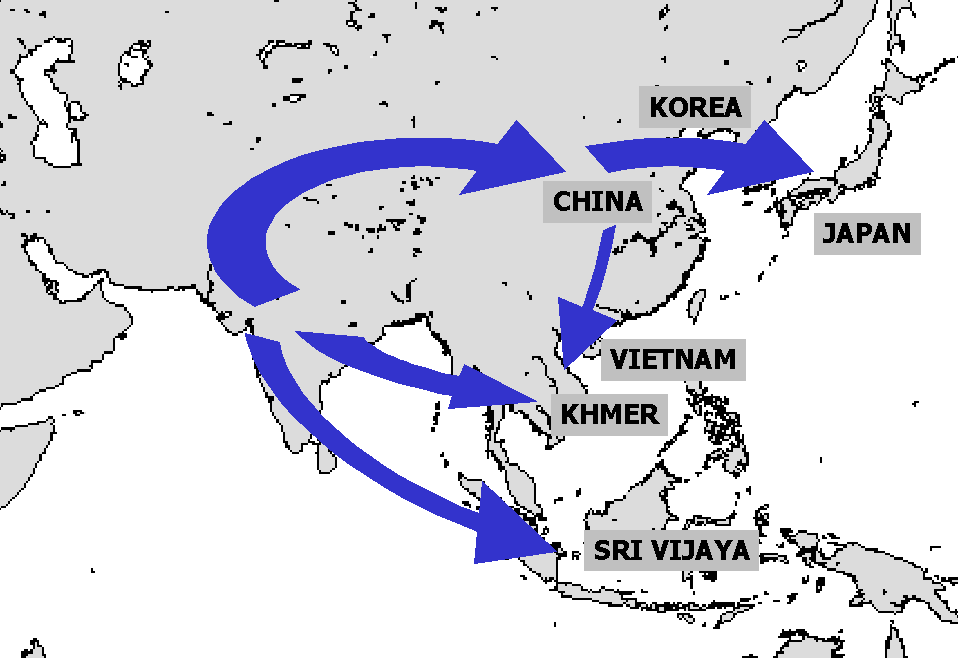
Поширення буддизму Махаяни

З того часу Махаяна стала процвітати та поширюватися на схід від Індії в південно-східну Азію, на північ до Середньої Азії, а також в Китай, Корею та нарешті в Японію 538 року.

### Відродження ТхеравадиXI століття

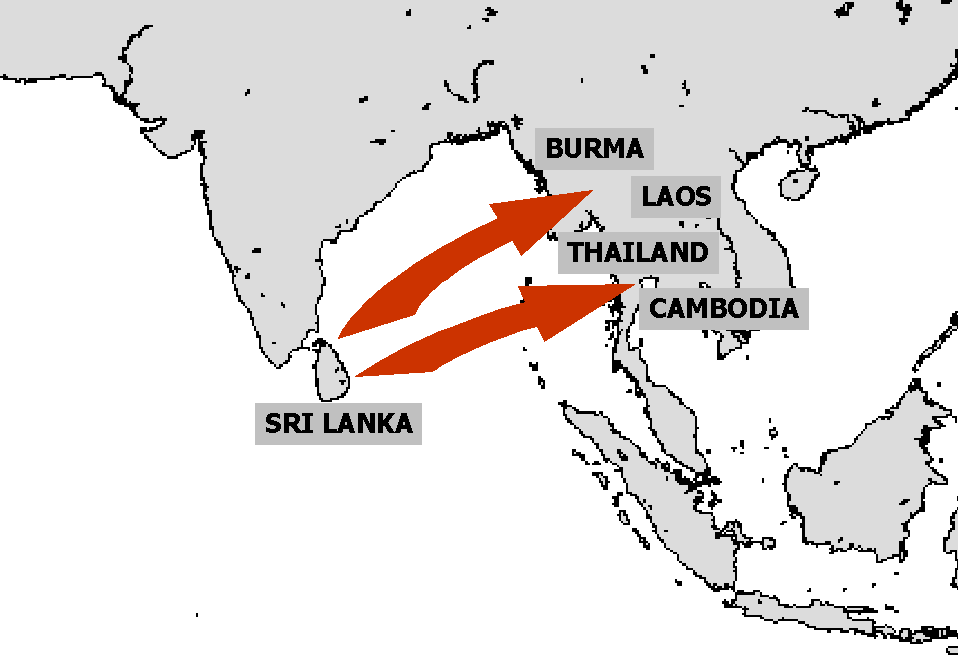
Поширення Тхеравади в XI столітті н. е..

З XI століття, коли буддизм Махаяни після ісламського завоювання Індії став занепадати, скоротилися торгові шляхи через Індію, але стали розвиватися шляхи з Близького Сходу в Китай через Шрі-Ланку. Це призвело до того, що Південно-Східна Азія прийняла буддизм Тхеравади від ченців зі Шрі-Ланки, які поширили палійський канон.
У верхній Бірмі тхеравадинська цивілізація з'явилася в 1057 році, після захоплення королем Ануруддха Тхатону, столиці королівства Мон у нижній Бірмі, і депортації в Паган (або Баган) тхеравадінських ченців та рукописів Палійського канону.
Із тисяч буддійських храмів збереглося понад дві тисячі. Бірманці слабшали в процесі посилення Таїланду та розграбування Пагана монголами в 1287, але буддизм Тхеравади залишився основною релігією бірманців дотепер.
Тхеравада була також прийнята в новій державі в Таїланді — королівстві Сукхотай близько 1260.
Потім Тхеравада знову розцвіла в королівстві Аюттая з XIV по XVIII століття), ставши невід'ємною частиною таїландського суспільства.
В XIII столітті Тхеравада продовжувала поширюватися по континенту, потрапивши в Лаос
і Камбоджу. Однак з XIV століття на узбережжі Малайзії і на островах вплив
ісламу посилювався й охопив Малайзію, Індонезію та південні Філіппіни.

## Поширення буддизму в Азії
Див. також Буддизм по країнах.

## Південно-східна Азія
Протягом I століття н. е. торгівля по Великому Шовковому Шляху була обмежена у зв'язку з
підйомом Парфії, що ворогувала з Римом, хоча римляни багатіли й їхні потреби в азійській розкоші зростали.
З цієї причини стали широко використовуватися морські шляхи між Середземномор'ям та Китаєм за посередництвом Індії.
З того часу вплив Індії на країни Південно-східної Азії зріс. Торгові шляхи з'єднували Індію з південною Бірмою, центральним та південним Таїландом, нижньою Камбоджею та південним В'єтнамом, де були побудовані міста та укріплення.
Більш ніж тисячу років культуру країн Південно-східної Азії визначав індійський вплив, туди потрапляли священні тексти на
палі і на санскриті, індійські твори, Тхеравада, Махаяна, Веди,
Рамаяна та Махабхарата потрапляли безпосередньо від індійських проповідників та торговців.
З V по XIII століття в Південно-східній Азії утворилися сильні імперії, які активно будували буддійські храми, в цих країнах процвітало буддійське мистецтво. На південь утворилася держава Шривіджая, а на півночі-
Кхмерське царство, в яких процвітала Махаяна з великим пантеоном Бодгісаттв.

### Цейлон
Звернення Шрі-Ланки в буддизм стало можливим завдяки сину Ашоки Махінда і його шістьма сподвижниками в II столітті до н. е. Буддизм прийняв король Деванампіва Тісса та багато аристократів. В той час був заснований монастир Махавіхара, що перетворився на центр традиції сингальців.
Після зміни релігії, Тисса посадив фікус Джайя Шрі Маха Бодгі; зараз цей фікус є одним із найстаріших дерев та найстарішим деревом, яке посадили люди.
Дослідник Бандаранаяке (S. D. Bandaranayake) вважає, що релігія в Анурадхапурі досягла «безперечної влади» за царів Дутугамуну та Валагамбе (приблизно з середини другого до середини першого ст н.е.) .
Під час правління короля Віттагамані в Шрі-Ланці був написаний палійський канон (29 — 17 до н. е.), традиція Тхеравади досягла розквіту, з'явилися такі знамениті коментатори, як Буддгагхоші IV — V століття. Хоча Махаяна теж була поширеною, Тхеравада превалювала, і Шрі-Ланка залишилася останнім притулком Тхеравади, звідки це вчення в XI столітті знову поширилося по Південно-Східній Азії.
Можливо, експорт тхеравадінської традиції висвячення (хіротонія) із Цейлону в Бірму в смутний період правління Ануруддхі (1044-1077 роки) та  Відж Баху I]] дозволив цейлонській Санґга імпортувати її знову у 1753 році, коли виникла така потреба.  
В 1873-1875 роках важливою віхою в історії буддійської доктрини стало заснування коледжів Відьодайя Пірівени та Відьодайя кера.
В 1880 році вперше був опублікований палійський текст Міліндапаньга.
Наприкінці XIX століття шрі-ланкійським релігійним діячем Анагарікою Дхармапала (1864—1933) було засноване Mahabodhi Society. З метою відновлення та забезпечення безперешкодного паломництва буддистів були взяті під контроль буддійські святині Індії — насамперед храм Махабодхі в Бодх-Гая, святилища в Сарнатх та Кушинагар.
1893 року Дхармапала представляв буддизм на Світовий парламент релігій у Чикаго, продемонструвавши там вплив на рівні представника індуїзму Свамі Вівекананда.
За повір'ям, достатньо зникнути зубу Будди, щоб покласти кінець буддійським віруванням Шрі-Ланки. Знищити зуб в Храм Зуба Будди намагалися багато разів.

### Таїланд
Докладніше Буддизм в Таїланді
У ХІІІ столітті через бірманську Сінгальську Санґга Тхеравада досягла королівства Сукхотай близько 1260. Потім Тхеравада знову розцвіла в королівстві Аюттая з XIV по XVIII століття), ставши невід'ємною частиною таїландського суспільства. У 1753 році зпвдяки тайцям, традиція хіротонії знову повернулась на Шрі-Ланку.

### Лаос
Докладніше Буддизм в Лаосі

### В'єтнам
Докладніше Буддизм у В'єтнамі

### ІмперіяШривіджаяV-XV століття
Див. Також Буддизм в Індонезії.
Держава Шривіджая з центром на острові Суматра в Індонезії, прийняла буддизм Махаяни та Ваджраяни
при династії Сайлендра. Це призвело до широкого поширення мистецтва та скульптури. Численні статуї махаянських Бодгісаттв дуже витонченої роботи були знайдені в цьому районі.
Залишився приголомшливий по витонченості та архітектурному рішенню буддійський храмовий комплекс Боробудур, побудований на острова Ява близько 780.
Імперія Шривіджая занепала внаслідок конфліктів з індійськими царями Чола, а потім зазнала поразки в період експансії ісламу в XIII столітті.

### Бірма
Див. також Історія Бірми, Буддизм в М'янмі.
На схід від Індії на території М'янми індійська культура справила сильний вплив на народ мон. Мон, як стверджується, прийняли буддизм приблизно 200 року до н. е. внаслідок місії царя Ашоки, ще до поділу буддизму на Махаяну та Хінаяну. Ранні храми в державах Мон, такі як Пейтхано в центральній Бірмі, були засновані в період I — V століть.

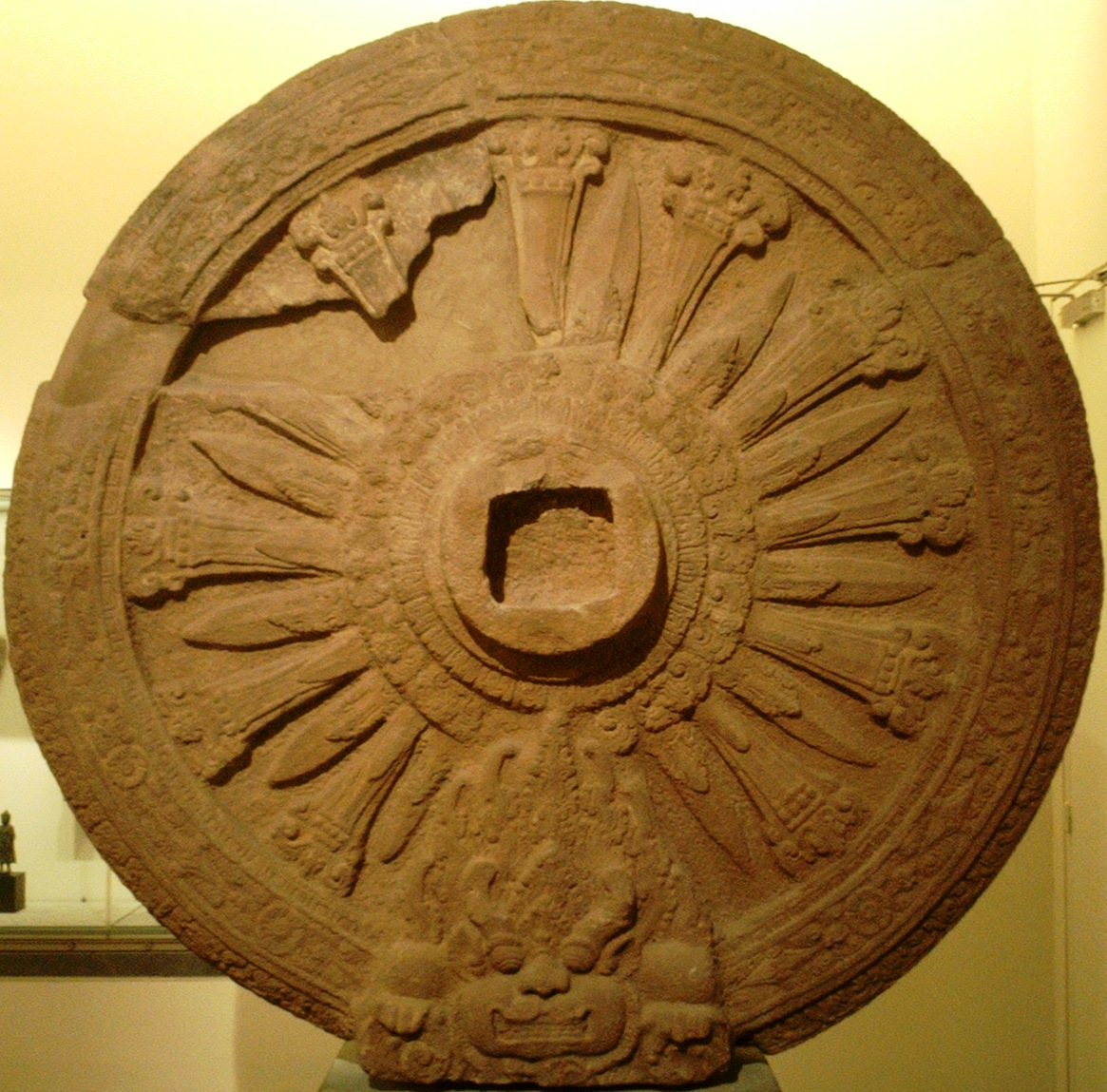
монське колесо дгарми, VIII століття.

Буддійське мистецтво монів зазнало сильного впливу індійського мистецтва часів династії Гуптів та наступних династій, і цей стиль поширився далі по Південно-Східній Азії внаслідок експансій держави Мон у V — VIII століттях.
Під впливом цього державного утворення вчення Тхеравади широко поширилося, поки не було замінено буддизмом Махаяни у VI столітті.

#### Кхмерська імперіяIX-XIII століття
Див. також Буддизм в Камбоджі
Пізніше, в IX-XIII століттях у всій Південно-Східній Азії домінував буддизм Махаяни та індуїзм, і центральну роль грала Кхмерська імперія. В той час у Камбоджі та сусідньому Таїланді були побудовані 900 храмів. Храмовий комплекс Ангкор був у самому центрі та обслуговував місто з більш ніж мільйонним населенням. Великий кхмерський цар Джаяварман VII (1181–1219) побудував чимало махаянських споруд в Байоні та Ангкор-Тхомі.
Оскільки в XI столітті буддизм Махаяни в Індії занепав, Махаяна стала занепадати і в Південно-Східній Азії, а в 1057 році на зміну Махаяні прийшла тхеравадинська цивілізація із Шрі-Ланки, після захоплення королем Ануруддха Тхатону, столиці королівства Мон у нижня Бірма, і депортації в Паган (або Баган, верхню Бірму) тхеравадінських ченців та рукописів Палійського канону. Із тисяч буддійських храмів збереглося понад дві тисячі.

## Північна та центральна Азія
За легендами, цар Ашока посилав місіонерів через Гімалаї в райони Хотану, в басейн Тариму, і в країну індоєвропейців Тохаристан.

Поширення буддизму в Азії

### Середня Азія
Див. також Великий шовковий шлях, Буддизм в Середній Азії.
Буддизм проник в Середню Азію ймовірно з часів самого Будди. Згідно з палійськими легендам, два брати-торговці з Бактрії Тапассу та Бгаліки відвідали Будду та стали його учнями. Потім вони повернулися до Бактрії та побудували буддійські храми (Річард Фольц).
Середня Азія грала важливу роль як місце зустрічі Китаю, Індії та Персії. У II столітті до н. е. експансія Китаю (династії Хань) на захід призвела до контакту Китаю з елліністичною цивілізацією, і зокрема з Греко-Бактрійським Царством. Таким чином поширення буддизму на північ призвело до формування буддійських громад та держав в середньоазійських оазах. У ряді міст Великого Шовкового Шляху є безліч буддійських ступ і монастирів, які, мабуть використовувалися для обслуговування подорожніх.
Різні школи раннього буддизму існували в Середній Азії та Китаї аж до VII століття. Потім стала домінувати Махаяна, але в монастирях зберігалися ще порядки Вінаї, у таких школах як Сарвастівада та дгармагуптака.
Буддизм у Середній Азії став занепадати з приходом ісламу починаючи з VII століття. Тут мусульмани не були толерантні, оскільки буддисти не належали до народів «Книги». Вони вважали буддистів ідолопоклонниками та переслідували.

### Наслідки місії Ашоки в елліністичному світі

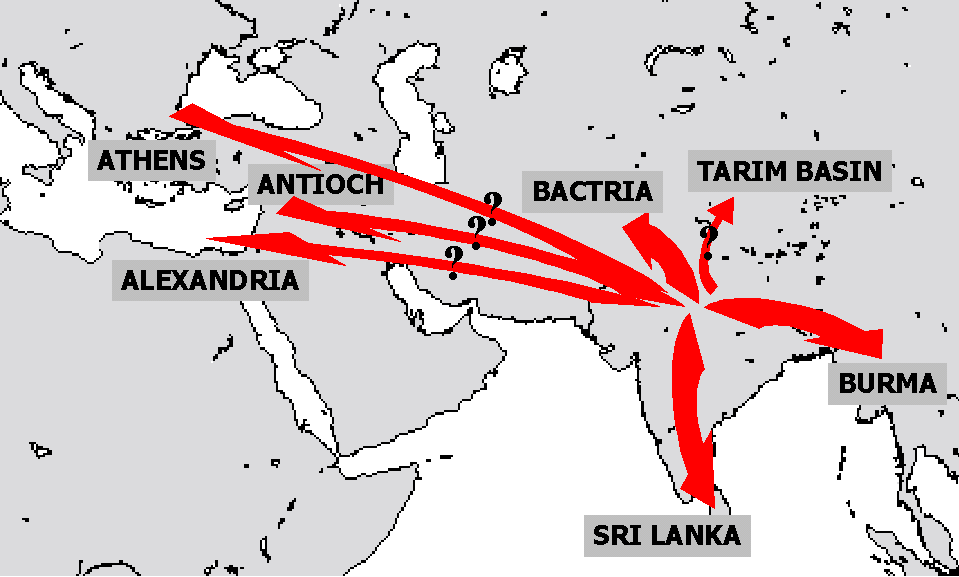
Поширення буддизму за царя Ашоки(260. — 218 до н. е.)

Деякі з едиктів короля Ашоки описують діяльність Ашоки з розповсюдження буддизму в елліністичному світі, який простягався від Індії до Греції. З едиктів видно, що Ашока добре орієнтувався в структурі та організації грецьких країн, там були присутні імена царів, які позначені як такі що недавно прийняли буддизм — селевкідський цар Антіох II (261 — 246 до н. е.), Птолемей II Філадельф — єгипетський фараон (285 — 247 до н. е.), Антигон Гонат, цар Македонії (276 — 239 до н. е.), Магас Кіренський (288 — 258 до н. е.) і Олександр Епірський (272 — 256 до н. е.).
Згідно з палійськими джерелами, багато емісарів Ашоки були греками, що вказує на широкий обмін релігійними ідеями між культурами того часу.

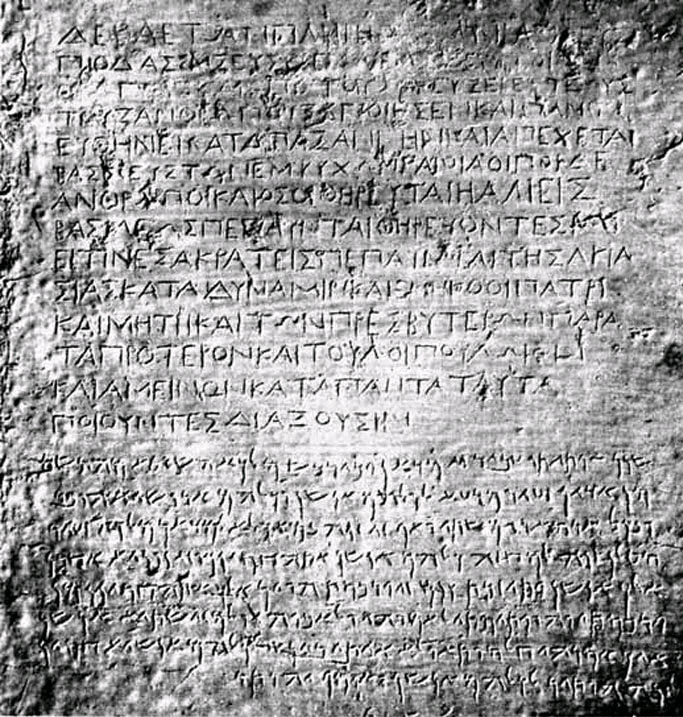
Двомовний напис короля Ашоки грецькою та арамейською з Кандагару. Кабульський музей.

Не зовсім ясно, наскільки ці зв'язки реально вплинули на Грецію, але ряд авторів відзначають, що в той час цілком могли відбуватися процеси поєднання елліністичних та буддійських способів мислення. Є згадки про буддійські громади, перш за все в Александрії (за згадуванням Климента Александрійського), і дохристиянські монастирі Терапевтів — мабуть, назва походить від трансформації палійского слова Тхеравада.
В Александрії були знайдені також буддійські надгробки епохи Птолемеїв, прикрашені зображеннями Колеса Дгарми (Тарн, «Греки в Бактрії та Індії»).

#### Таримський басейн
Див. також Дуньхуан, Хотан.
Східна частина Середньої Азії (Китайський Туркестан, Таримський басейн, Сіньцзян) знаменита багатством буддійського мистецтва (настінний розпис, рельєфи в печерах, картини на полотні, скульптури, ритуальні предмети), при цьому помітний вплив як індійської, так і елліністичної культур.
Історики відзначають, що Середня Азія могла грати ключову роль в поширенні буддизму на схід. Перші переклади буддійських творів на китайську мову могли бути парфянськими (Аньсі), як Ань Шиґао (148 н. е.) або Кушанськими (Ань Сюань) народу Юечжі як Локаксема (178 н. е.), а також согдійськими (Канцзю) типу Кан сенкан. Більшість з тридцяти семи ранніх перекладачів буддійських текстів можуть бути ідентифіковані як вихідці з Середньої Азії.
Фрески Таримского басейну показують взаємозв'язок середньоазійських та китайських буддійських громад аж до X століття.

## Східна Азія

#### Китай
Див. також Буддизм в Китаї.
Імовірно, буддизм проник в Китай у I столітті н. е. із Середньої Азії, хоча є легенди про
те, як буддійські ченці відвідали Китай під час правління царя Ашоки. До VIII століття
Китай був дуже активним осередком буддизму.
67 н. е. вважається офіційно роком появи буддизму в Китаї, який принесли монахи Мотоно та Чуфарлан.
68 н. е., під заступництвом імператора вони заснували Храм Білого коня (白馬 寺), який досі зберігся недалеко від столиці Лояна. Наприкінці II століття велика громада була заснована в Пенчені (тепер Сюйчжоу, пров. Цзянсу).
Перші тексти школи Махаяна перевів на китайську мову Кушанський монах Локакшема в Лояні між 178 і 189 н. е.
Процвітання буддизму припало на період правління династії Тан (618–907). Тогочасний Китай був дуже відкритий до іноземного впливу, тоді відновилися відносини з Індією, і багато китайських ченців їздили в Індію з IV по XI століття.
Столиця династії Тан Чан'ань (сучасний Сіань) перетворилась на духовний центр буддизму. Звідси буддизм поширився в Корею та Японію.
Однак до кінця епохи Тан іноземний вплив припинив сприйматися з привітністю і у 845 імператор У-цзун заборонив усі іноземні релігії, включаючи несторіанство, зороастризм та буддизм, щоб підтримати китайський даосизм. По всій території Китаю він конфіскував власність буддійських громад, зруйнував монастирі та стратив ченців, після чого культурне та інтелектуальне переважання буддизму в Китаї закінчилося.
Школи Чистих земель та Чань змогли при цьому протриматися ще кілька століть, школа Чань передалася в Японію в вигляді Дзен. В Китаї період розквіту Чань припадає на династію Сун (1127–1279), коли чаньські монастирі перетворилися в потужні культурні та навчальні центри.
Буддійське мистецтво в Китаї добре збереглося до теперішнього часу, багато пам'ятників мистецтва та архітектури охороняються як світова культурна спадщина ЮНЕСКО.

#### Корея
Див. також Буддизм в Кореї.
Буддизм проник в Корею близько 372, коли китайські посли відвідали королівство Когурьо, принісши з собою рукописи та зображення.
Буддизм розквітнув у Кореї, і зокрема школа Сон (Дзен) починаючи з VII століття.
Однак з початком правління неоконфуціанської династії І (Лі) періоду Чосон в 1392 буддизм став переслідуватися і майже зник, за винятком школи Сон.

#### Японія
Див. також Буддизм в Японії, Японське мистецтво, Дзен.
Сучасна Японія стала однією із найбільших буддійських країн. Буддизм прийшов до Японії у VI столітті, принесений мандрівними монахами.
З буддизмом прийшли численні книги та твори мистецтва. В наступному столітті буддизм був прийнятий як державна релігія.
Перебуваючи у кінці Великого Шовкового Шляху, Японія змогла зберегти чимало аспектів буддизму, які були втрачені в Індії або пригнічені в Середній Азії і Китаї.
З 710 н. е.  в столиці Японії, Нара, було збудовано численні храми, зокрема п'ятиярусна пагода та знаменитий Золотий Павільйон. Незліченні картини та скульптури створювалися нерідко за підтримки держави. Особливо значні твори мистецтва були створені в періоди Нара, Хейан та Камакура.
У XII — XIII століттях настав розквіт дзен-буддизму та пов'язаної з ним витонченої культури.
Зараз в Японії є близько 80 тисяч буддійських храмів. Вони регулярно реставруються.

#### Тибет
Див. також Тибетський буддизм.
Тантричний буддизм виник у східній Індії в V — VI століттях. Багато практик тантричного буддизму прийшли з брахманізму (мантра, йога, спалення сакральних жертв). Тантричний буддизм став домінувати в Тибеті починаючи з VI століття.
За іншими даними буддизм в його китайському варіанті приніс до Тибету цар Сонгцен Гампо (627–649). Він одружився з непальською (622) і китайською (640) принцесами; обидві принцеси привезли з собою зображення Будди, а також астрологічні та медичні тексти тих традицій, яких дотримувалися. Всі троє дуже шануються в Тибеті та грають важливу роль в його міфології.
781 року указом ценпо (царя) Тисрондецан буддизм був оголошений державною релігією Тибету, причому не в китайському, як раніше, а в індійському його варіанті.

## Поширення буддизму на Заході

### Грецько-буддійський діалог (II століття до н. е.—I століття н. е.)
Див. також Греко-буддизм.

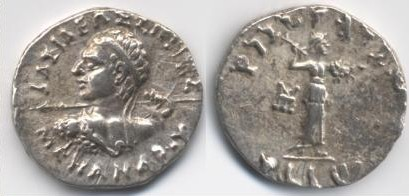
Срібна драхма царя Менандра I: BASILEOS SOTHROS MENANDROY lit. «Saviour King Menander».

Грецькі держави розташовувалися на захід від Індії в Бактрії, на території північного Афганістану. З часів Александра Македонського близько 326 до н. е.: царство Селевкідів виникло 323 до н. е., потім Греко-бактрійське царство виникло 250 до н. е..

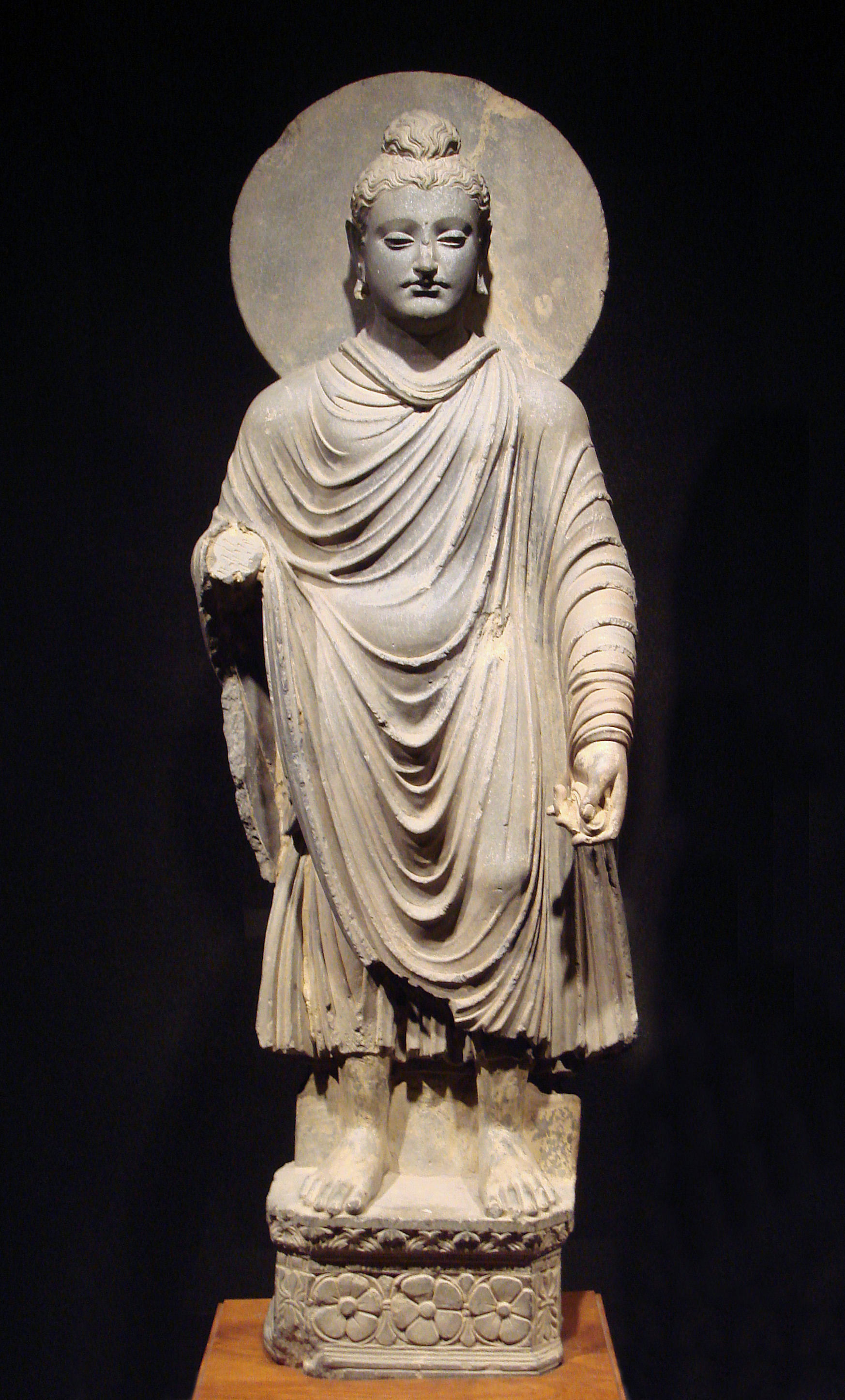
Греко-буддійська статуя Будди I — II століття, Гандхара.

Греко-Бактрійський цар Деметрій I вдерся до Індії 180 до н. е. дійшовши до Паталіпутри, і заснував Індо-грецьке царство, яке займало різні частини північної Індії аж до кінця I століття до н. е.. При індо-грецьких царях буддизм процвітав, і навіть вважалося, що ввергнення греків до Індії було викликане бажанням надати підтримку імперії Маур'їв, для захисту буддійської віри від переслідувань династії Шунга (185 — 73 до н. е.).
Один з найвідоміших індогрецьких царів Менандр I (160 — 135 до н. е.) активно підтримував буддизм і в традиції
Махаяни він розглядається як великий заступник віри, подібно до царів Ашоки або Канішки — останнього Кушанского володаря.
Добре відомий діалог в Мілінді між царем Менандром
і монахом Нагасеною близько 160 до н. е..

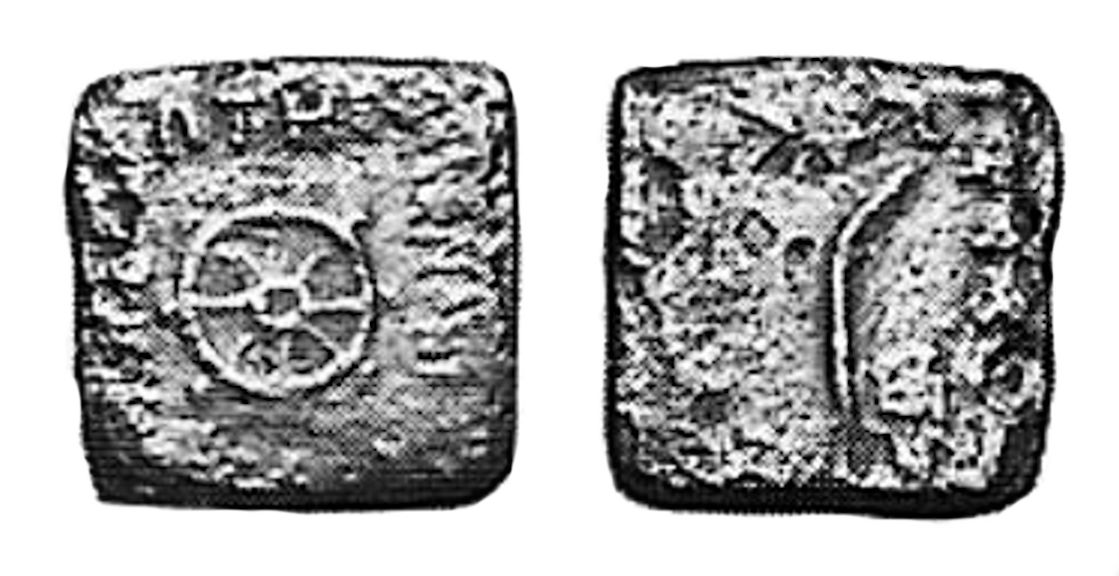
Монета царя Менандра I з колесом дхарми

Не виключено, що взаємодія буддійської та грецької культур призвела до еволюції Махаяни, крім того грецьке уявлення про людино-бога могло вплинути на формування образу Будди.

### Буддизм і Рим
Римські джерела описують посольство "індійського царя Пандіона (Пандья?) ", до Цезаря Августа близько 13 н. е. 
Вони приїхали з дипломатичними листами до греків, і один з послів був шраманом, який спалив себе заживо в Афінах для демонстрації віри.
 Ця подія стала сенсаційною, і описана Миколою Дамаскським, який зустрів посольство в Антіохії, і згадується також Страбоном. Могила цього шрамана збереглася до часу Плутарха, який також залишив згадку «ΖΑΡΜΑΝΟΧΗΓΑΣ ΙΝΔΟΣ ΑΠΟ ΒΑΡΓΟΣΗΣ» («Майстер шраман з Бхаруха в Індії»). Йшлося про буддистів, а не про брахманів, яким протистояли шрамани.
Окремі відомості про буддизм досягали заходу. У II столітті Климент Александрійський, батько християнського догматизму, писав про Будду[джерело не вказане 4649 днів]:
«Серед індійців є філософи, які додержуються рекомендацій Boutta, якого вони шанують як бога через його неперевершену святість».
Є й інші згадки. Деякі коментатори[джерело не вказане 4649 днів] вказують на аналогії між історією народження Будди та історією народження Христа, а також на деякі зразки християнської популярної агіографічної літератури, такі як Повість про Варлаама та Іоасафа, і виводять вплив буддизму на раннє християнство.

### Середньовіччя
Після греко-буддійських контактів, зафіксованих в античні часи, зустрічі буддизму із західним світом відбувалися епізодично, переважно у зв'язку з діяльністю посольств, купців та християнських місіонерів. Одним з перших таких контактів слід вважати візит францисканця Рубрука в Монголію 1253 року. Відома подорож Марко Поло в Китай наприкінці XIII століття дозволила європейцям дізнатися про тибетський буддизм. Початковою оцінкою Поло буддизму було неприйняття, але зрештою оцінка буддизму та Будди помінялася на позитивну: «Безсумнівно, що якби він був хрещений в християнстві, то став би великим святим поряд з Господом нашим Ісусом Христом».
Знайомство Заходу з буддизмом почало відбуватися і через культурний шар. Дуже популярна в Середньовіччі Повість про Варлаама та Іоасафа була переписаною в християнському дусі збіркою  історій про Будду. Наприкінці XV століття був відкритий шлях до Індії по морю, але це не посприяло поліпшенню культурного обміну, оскільки європейських торговців та місіонерів не цікавив буддизм.
У XVI столітті китайський та японський буддизм зацікавив єзуїтів, які знайшли в буддизмі велику схожість з християнством.

### XIX століття
Етап серйозного інтересу європейців до буддизму розпочався в середині XIX століття. З одного боку
цьому сприяла криза раціоналізму та європоцентризму, з іншого розвиток загальної відкритості та демократичних інститутів, що не обмежують релігійні погляди. В цей період на Заході почав відбуватися інтенсивний культурний обмін зі Сходом, з'явилися перші докладні тексти про слово та практику буддизму.
Головним джерелом інформації про буддизм у XIX столітті стали праці європейських буддологів. Серед найвідоміших буддологів були французький буддолог Ежен Бюрнуф, який написав «Вступ до історії індійського буддизму» (1845) і який зробив переклад «Сутри Лотоса» (1852), німецький буддолог Герман Ольденберг, який написав роботу «Будда, його життя, його доктрина, його громада» (1881), американський буддолог Генрі Кларк Воррен, який опублікував антологію про Трипітаку «Буддизм у перекладах» (1896). Водночас рання буддологія мала багато проблем, таких як відсутність принципів систематизації численних перекладених текстів, відсутність загальної картини розвитку буддизму, нерозробленість поняттєвого апарату, концентрація на позиції південної «палійської школи», що оголосила пізніші течії буддизму «деградованими» та «збоченими». Осібно в ранній європейській буддології стояла російська буддологія. Буддолог В. П. Васильєв вказував на важливість вивчення буддійських текстів всіма мовами, а його учень І. П. Мінаєв зазначав, що «Палійська школа» прагне приписати своїм ідеям та текстам загальнобуддійський характер.
Знайомство Заходу з буддизмом в XIX столітті відбувалося і через вплив буддизму на відомих філософів: Шопенгауера, Ніцше, Гартмана та інших. Одним з перших масових каналів інформації про буддизм стала теософія. Теософи не обмежувались одним поширенням інформації. Вони заснували в країнах Азії кілька буддійських навчальних закладів, спробували об'єднати різні школи буддизму та створили для цього «Буддійський катехізис», що став украй відомим текстом з основ буддійського вчення..
Широке поширення буддизму в західних країнах настало в XX столітті з багатьох причин.
- Масова еміграція китайців, японців, корейців та в'єтнамців у США, Австралію, країни Європи та Америки в XX столітті.
- Підвищення інтересу до буддизму в США і в європейському суспільстві наприкінці XIX — початку XX століття з причини відкриття Японії для зовнішнього світу в 1853 та діяльності Теософського Товариства, який намагався привернути увагу широкої публіки до окультизму.
- Заснування перших буддійських товариств Дзен та Тхеравади в західних країнах на початку XX століття.
- Активізація діяльності тибетських буддійських шкіл після окупації Тибету Китаєм та підтримки тибетських біженців західними країнами (друга половина XX століття). В цей період тибетський буддизм відкрився для західної публіки, практично всі школи тибетського буддизму знайшли підтримку та заснували свої суспільства в багатьох країнах, в першу чергу в США, Німеччині, Швейцарії, Італії.

Нині в західних країнах існують практично всі буддійські напрямки, що мають свої товариства, храми, школи та медитаційні центри, які налічують мільйони прихильників.

## Пост-модерністський буддизм
Термін обгрунтували Obeyesekere та Гомбріх для опису радикальних змін, що відбулися в останні десятиліття ХХ ст. на Шрі-Ланці. При цьому вони характеризували їх як широке проникнення в усі верстви суспільства побожної релігійності та магічних практик, головним чином, завдяки появі доріг до храму Катарагами.
Показові десять основних нових тенденцій у сучасному буддизмі:
- співпраця буддистів із так званим всесвітнім «зеленим рухом».
- протидія буддистського націоналізму.
- перегляд навчань та цінностей традиційного буддизму.
- радикальне повернення до основ буддизму (наприклад, Santi Asoke[en]).
- відновлення ідеалу «лісових» ченців (araiiiiasthiina)[11].
- відродження ролі медитації шаматха. Традиційно медитація проводилася тільки всередині Санґга, однак із другої половини ХХ ст. метод медитації Махасі Саядава[en] зарекомендував себе коротшим шляхом (принаймні, через попередню стадію, саматху). В центрах bhavana madyasthana під опікою майстра займалося (1972 рік) понад 700 000 учнів[12].
- відродження ритуалізму.
- синкретизм з іншими буддійськими традиціями.
- тенденція до "реміфологізації".
- відновлення прав жінок[13].

28 березня 2006 р. 11-й президент Індії  Абдул Калам запропонував ідею відродження університету Наланди
Рішення про створення університету було схвалено на другому та четвертому саміт країн Східної Азії.
1 вересня 2014 року пройшли перші заняття у сучасному Міжнародному Університеті Наланди у прилеглому місті Раджгір за участю 15 студентів.
У новому кампусі площею 455 акрів Університет почав функціонувати із січня 2020 року.

### Використана література
- Крижанівський О. П. Історія стародавнього Сходу: Курс лекцій. — К. : Либідь, 1996.
- Крижанівський О. П. Історія стародавнього Сходу: Підручник. — К. : Либідь, 2000-2002-2006. — 592 с. — ISBN 966-06-0245-6.
- Торчинов E. A. Введение в буддологию. Курс лекций. — Санкт-Петербург : Санкт-Петербургское философское общество, 2000. — 304 с. — ISBN 5-93597-019-8. (рос.) (С.?)
- Уланов М. С. К вопросу о начале распространения буддизма на западе // Современные научные исследования и инновации. — Международный научно-инновационный центр, 2013. — № 11. — ISSN 2223-4888.

### Рекомендована література
- Ашвагхоша. Жизнь Будды. Пер. К. Бальмонта. М., 1990.
- «Dictionary of Buddhism» by Damien Keown (Oxford University Press, 2003) ISBN 0-19-860560-9
- «The Diffusion of Classical Art in Antiquity» by John Boardman (Princeton University Press, 1994) ISBN 0-691-03680-2
- «Living Zen» by Robert Linssen (Grove Press, New York, 1958) ISBN 0-8021-3136-0
- «National Museum Arts asiatiques-Guimet» (Editions de la Reunion des Musées Nationaux, Paris, 2001) ISBN 2-7118-3897-8.
- «Religions of the Silk Road» by Richard Foltz (Palgrave Macmillan, New York, 2010) ISBN 978-0-230-62125-1
- «The Shape of Ancient Thought. Comparative studies in Greek and Indian Philosophies» by Thomas McEvilley (Allworth Press, New York, 2002) ISBN 1-58115-203-5
- «The Times Atlas of Archeology» (Times Books Limited, London, 1991) ISBN 0-7230-0306-8
- «Japanese Buddhism» by Sir Charles Eliot, ISBN 0-7103-0967-8
- «Hinduism and Buddhism: An Historical Sketch» by Sir Charles Eliot, ISBN 81-215-1093-7